# Аристаров, Михаил Гавриилович
Михаи́л Гаврии́лович Ариста́ров (ноябрь 1855 — после 1917) — член Государственной думы Российской империи IV созыва от Олонецкой губернии.

## Биография
Крестьянин, земледелец, занимался мелкой торговлей.
С 1888 года избирался гласным Олонецкого уездного и Олонецкого губернского земских собраний.
С 1894 года — Почётный мировой судья Олонецкого уезда.
В 1906—1912 годах — член Олонецкой губернской земской управы.
В октябре 1912 года избран в Государственную думу Российской империи IV созыва, входил в комиссию по местному самоуправлению. Входил в состав «Прогрессивного блока»

## Семья
Женат, имел пятерых детей.